# Johny Thio
Johny Thio (Roeselare, 2 settembre 1944 – Hooglede, 4 agosto 2008) è stato un calciatore belga, di ruolo attaccante.

## Palmarès

### Club

#### Competizioni nazionali
- Campionato belga: 1

Bruges: 1972-1973
- Coppa del Belgio: 2

Bruges: 1967-1968, 1969-1970